# Roma, Nápoles y Florencia
Roma, Nápoles y Florencia (en francés Rome, Naples et Florence) es una obra del escritor francés Stendhal (1783–1842) publicada en 1817. Se trata del diario de viaje de un supuesto oficial de caballería prusiano de Berlín durante el período de licencia del que goza en Italia a la caída del emperador; Stendhal, que vivió mucho tiempo en Italia y fue cónsul en Civitavecchia, se inspiró en sus propias experiencias para narrar sus impresiones sobre el país que tanto amó.

El lector seguirá el desarrollo natural de los sentimientos del autor. Empieza por ocuparse de música: la música es la pintura de la pasión. Ve las costumbres de los italianos: de aquí, pasa a los gobiernos que crean las costumbres y, por último, a la influencia de un hombre sobre Italia. Infeliz destino de nuestro siglo: el autor no desea sino divertirse, y su cuadro queda empañado por las tintas sombrías de la política.
Prefacio

La obra es una crítica de la sociedad italiana, en comparación con la francesa tras la caída de Napoleón (el «hombre» mencionado en la cita).
Sobre Nápoles escribe: «...Durante una hora y media, me he tenido que tragar el más estúpido patriotismo de antesala, y ello entre la sociedad más distinguida. El defecto italiano reside justo aquí; las derrotas de Murat parecen haberlo acentuado. El hecho es que en Nápoles, como en España, la buena sociedad está a una distancia inmensa de las clases bajas pero, a diferencia del pueblo español, los napolitanos, corrompidos por un clima demasiado suave, no se baten...».
Sobre Roma: «...Los pedantes, que encontraban en la Roma moderna la oportunidad de lucir su latín, nos han convencido de que la ciudad es hermosa: he aquí el secreto de la reputación de la Ciudad Eterna... Reina en las calles de Roma un olor a repollo podrido. A través de las bonitas ventanas de los palacios del Corso se percibe la pobreza del interior...».
Sobre Florencia: «...El instinto musical me hizo ver, desde el día de mi llegada, algo apagado en todos los rostros, y por la noche no me escandalizó su manera prudente y correcta de escuchar el Barbero de Sevilla... Viniendo de Bolonia, tierra de pasiones, ¿cómo no sorprenderse por la cortedad y sequedad de todas aquellas cabezas? ... El amor pasional se encuentra raramente entre los florentinos...».
Y sobre las italianas comenta: «...Lo que no encontraréis jamás es exaltación, pero en compensación, sí espíritu, fiereza, razón, algo sutilmente provocador... Esos ojos tan vivos y penetrantes dan la impresión más de juzgaros que de amaros. Siempre encuentro lo razonable, nunca la posibilidad de cometer locuras por amor...».